# Thomas Cowling
Thomas George Cowling FRS (17 de junio de 1906 - 16 de junio de 1990) fue un astrónomo inglés, especializado en el estudio de la astrofísica relacionada con los campos magnéticos.

## Biografía
Cowling nació en Hackney, Londres y estudió matemáticas en el Brasenose College de Oxford de 1924 a 1930. De 1928 a 1930 trabajó para Edward Arthur Milne. En 1929, Milne, falto de problemas que asignar a su estudiante, pidió ayuda a Sydney Chapman, quién propuso que trabajaran en un artículo sobre el campo magnético del Sol. Cowling encontró un error en el artículo que invalidó los resultados de Chapman. Después de que Cowling se doctorara, Chapman propuso que trabajaran juntos.
En 1933 Cowling escribió un artículo, El campo magnético de las manchas solares. Joseph Larmor había trabajado en el campo, argumentando que las manchas solares se regeneran a través de un efecto dínamo. Cowling demostró esta hipótesis era incorrecta, lo que le ganó una biena reputación en el campo de la astrofísica.
Durante la década de 1930, Cowling también trabajó en la estructura estelar, un problema que implica radiación y convección, al mismo tiempo que Ludwig Biermann pero independientemente de él. Desarrolló un modelo de estrella con un núcleo convectivo y una envolvente radiativa que Chandrasekhar llamó modelo de Cowling. También estudió los campos magnéticos dentro de las estrellas y clasificados los modos de no-radiales de oscilación del cuerpo de una estrella, lo que hoy es una de las bases del campo de la heliosismologçia.
Cowling fue un profesor ayudante en Swansea desde 1933. Fue posteriormente profesor en la universidad de Dundee (1937–38) y la universidad de Mánchester (1938–45) antes de ser nombrado catedrático en la Universidad de Gales, Bangor (actual universidad de Bangor). En 1948 Cowling fue nombrado Profesor de Matemática Aplicada en la Universidad de Leeds en reemplazo de Selig Brodetsky. Cowling se jubiló en Leeds en 1970 con el título de profesor emérito.
Cowling fue elegido Socio de la Sociedad Real en marzo de 1947. Ganó la Medalla de Oro de la Sociedad Astronómica Real en 1956 y la medalla Bruce de la Sociedad Astronómica del Pacífico en 1985. Fue elegido presidente de la Sociedad Astronómica Real de 1965 a 1967. Sea también recibió la medalla Hughes dos días antes de su muerte.

### Obituario
- QJRAS 32 (1991) 201

- Datos: Q1388645